# Sebastian Stemplewski
Sebastian Stemplewski (ur. 2 października 1977 w Sosnowcu) – polski piłkarz grający na pozycji pomocnika, trener piłkarski.

## Życiorys
Wychowanek Zagłębia Sosnowiec, w 1996 roku został włączony do pierwszej drużyny. W barwach sosnowieckiego klubu awansował do trzeciej i drugiej ligi. Dla Zagłębia występował do 2001 roku, rozgrywając dla klubu łącznie 108 meczów. W sezonie 2001/2002 był piłkarzem Korony Kielce i Unii Strzemieszyce, następnie grał w MK Górnik Katowice, MKS Myszków, Skałce Żabnica i Szczakowiance Jaworzno. W 2010 roku został grającym trenerem A-klasowej Soły Oświęcim. W trakcie pracy z klubem awansował do III ligi. W pierwszej połowie 2018 roku był szkoleniowcem Sarmacji Będzin, następnie objął Wartę Zawiercie. W 2019 roku został trenerem kobiecej drużyny Czarnych Sosnowiec. Z klubem tym zdobył Puchar Polski oraz pierwsze od 21 lat mistrzostwo kraju. W 2021 roku został zwolniony wskutek porażki Czarnych z Ferencvárosi TC w Lidze Mistrzyń. W listopadzie został nowym trenerem Górnika 09 Mysłowice.

## Życie prywatne
Żonaty, ma dwoje dzieci. Jego bratem jest Patryk, piłkarz m.in. Zagłębia Sosnowiec i BKS Stal Bielsko-Biała.

## Statystyki ligowe
| Sezon         | Klub               | Liga     | Mecze | Gole |
| ------------- | ------------------ | -------- | ----- | ---- |
| 1996/1997     | Zagłębie Sosnowiec | IV liga  | 26    | 3    |
| 1997/1998     | Zagłębie Sosnowiec | IV liga  | 22    | 2    |
| 1998/1999     | Zagłębie Sosnowiec | III liga | 24    | 4    |
| 1999/2000     | Zagłębie Sosnowiec | III liga | 14    | 1    |
| 2000/2001     | Zagłębie Sosnowiec | II liga  | 13    | 0    |
| 2001/2002 (j) | Korona Kielce      | III liga | ?     | 2    |
| 2002/2003     | MK Górnik Katowice | III liga | ?     | 0    |
| 2003/2004     | MK Górnik Katowice | III liga | ?     | 1    |
| 2004/2005 (j) | MK Górnik Katowice | IV liga  | ?     | 1    |
| 2004/2005 (j) | MKS Myszków        | IV liga  | ?     | 3    |
| 2005/2006     | MKS Myszków        | IV liga  | ?     | 9    |
| 2006/2007     | MKS Myszków        | IV liga  | ?     | 7    |
| 2007/2008     | Skałka Żabnica     | IV liga  | ?     | 2    |
| 2012/2013     | Soła Oświęcim      | IV liga  | 21    | 2    |
| 2013/2014     | Soła Oświęcim      | III liga | 18    | 2    |
| 2014/2015     | Soła Oświęcim      | III liga | 12    | 0    |
| 2015/2016     | Soła Oświęcim      | III liga | 9     | 0    |